# Hans Rostrup
Hans Rostrup (* 26. Juli 1937 in Frederiksberg; † 16. Januar 2005) war ein dänischer Schauspieler.

## Leben
Hans Rostrup war der Sohn des Schauspieler-Ehepaares Asmund Rostrup und Blanche Funch. Nach der Scheidung seiner Eltern im Jahr 1945 wuchs er bei seiner Mutter auf. Sein Stiefvater war der Schauspieler Pouel Kern. Sein Cousin ist der Schauspieler und Regisseur Kaspar Rostrup.
Nach seinem Schulabschluss absolvierte er von 1956 bis 1960 seine Schauspielausbildung an der Eleveskole des Königlichen Theaters Kopenhagen, wo er auch sein Bühnendebüt als Darsteller hatte. Als Bühnendarsteller wirkte er in zahlreichen Theaterstücken, Musicals und in Kabarett-Programmen mit, so unter anderem auch am Folketeatret, am Aarhus Teater, am Odense Teater, am Frederiksberg-Theater oder am Theater Helsingør. Von 1958 bis 1997 wirkte er als Schauspieler vor der Kamera in mehr als 20 Film-und-Fernsehproduktionen mit.
Hans Rostrup war mit Sus Ruth Heiberg verheiratet. Aus der Ehe ging ein Sohn hervor, der Journalist Ask Rostrup. Er starb am 16. Januar 2005 im Alter von 67 Jahren. Seine Grabstätte befindet sich auf dem Mariebjerg-Kirkegard in Gentofte.

## Filmografie (Auswahl)
- 1958: Junge Liebe – große Gefahren
- 1961: Min kone fra Paris
- 1964: Ein Sommer in Tirol
- 1971: Kommunisten
- 1975: Anna Sophie Hedvig
- 1978: Die Leute von Korsbaek (Fernsehserie, 1 Folge)
- 1979: Ein Haus in der Provinz (Fernsehserie, 1 Folge)
- 1980: Attentat
- 1997: Bryggeren (Fernsehserie, 1 Folge)